# 楊魁
楊魁（？—1782年），字梅村，漢軍正黄旗人，清朝官員，
監生出身。乾隆十一年捐福建泉州府通判。升江蘇昭文知縣，歷升同知、知府、蘇松太道。乾隆三十六年升安徽按察使，次年升布政使。改江西布政使，升江蘇巡撫，歷轉陝西、河南巡撫。官至福建巡撫（署）。

## 家庭
- 女楊佳氏，繼福晉嫁定端親王奕紹（父定恭親王綿恩，母尤佳氏（祖父内务府正黄旗汉军、两淮盐政尤拔世，祖伯父江蘇巡撫安宁 (官员)））。